# Gilean McVean
Gilean Alistair Tristram McVean (25 de fevereiro de 1973) é um estatístico britânico, professor de genética estatística da Universidade de Oxford, diretor do Instituto Big Data, fellow do Linacre College, Oxford e co-fundador e diretor do Genomics plc. Foi também co-dirigente do grupo de análise Projeto 1000 Genomas.

## Educação

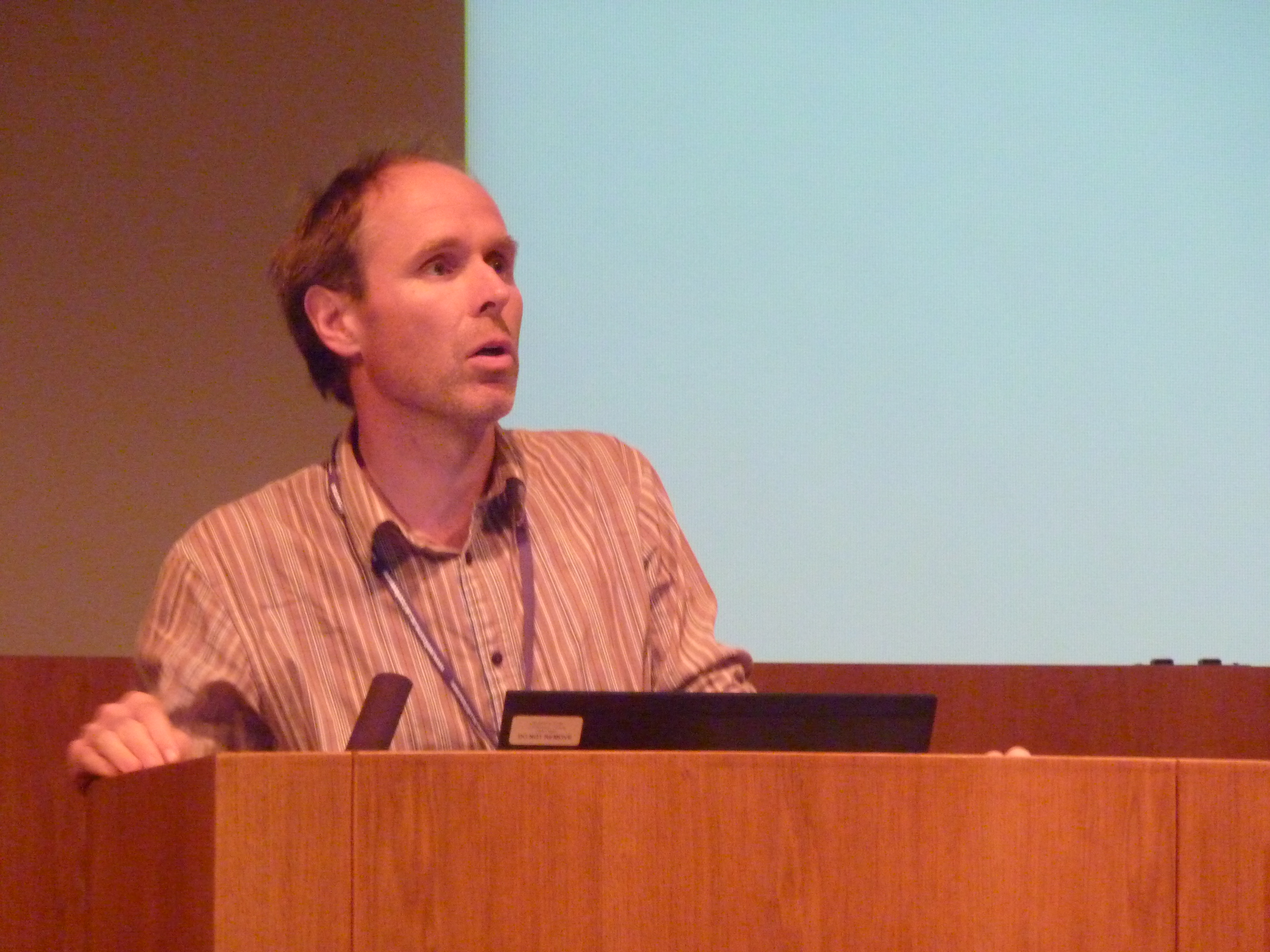
Gilean McVean palestrando no 2010 GEM no Wellcome Sanger Institute

De 1991 a 1994 completou o grau de Bachelor of Arts em ciências biológicas na Universidade de Oxford. Completou o PhD no Departamento de Genética da Universidade de Cambridge, orientado por Laurence Hurst em 1998.

## Carreira e pesquisa
McVean completou um pós-doutorado na Universidade de Edimburgo de 1997 a 2000, supervisionado por Brian Charlesworth e Deborah Charlesworth.
McVean foi eleito membro da Royal Society (FRS) em 2016.